# 張禧 (弘治進士)
張禧（1464年—？），字君錫，浙江嘉興府嘉興縣人，民籍，明朝政治人物。

## 生平
成化二十二年（1486年）丙午科浙江鄉試第三十名舉人。弘治十二年（1499年）中式己未科會試第二百四十三名，二甲第三十八名進士。曾官貴州都匀府知府。

## 家族
曾祖曾祖张友文。祖张克明，县丞。父张巩，县丞。母沈氏。永感下。兄時、昭。弟翀。